# 西班牙地理

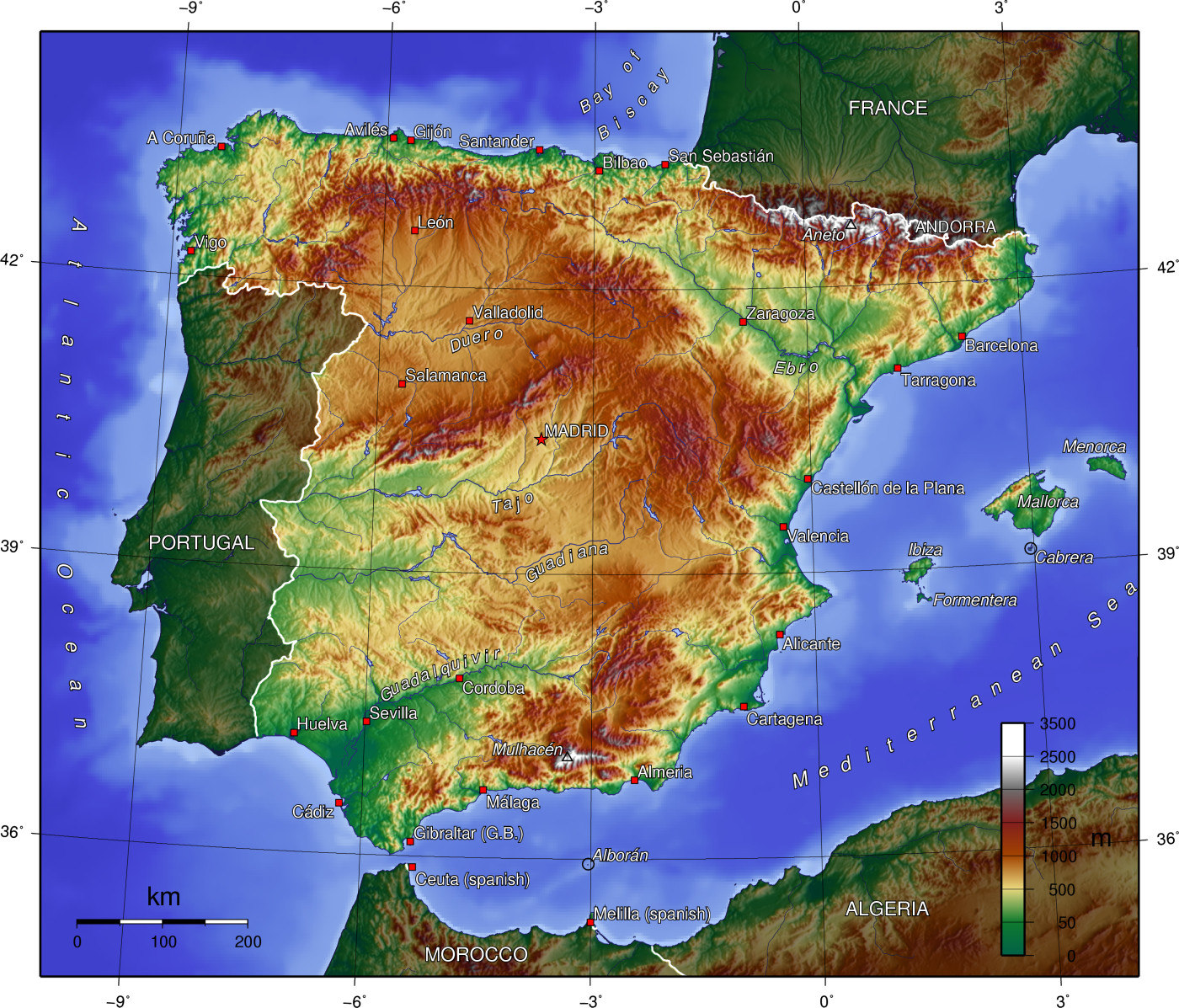
西班牙地形圖

西班牙面積504,750平方公里（當中陸地面積499,542平方公里，水面面積5,240平方公里），居歐洲第五位，本土最北端到最南端大約830千米，東西方向長1000千米。絕大部份領土位於伊比利亞半島，東北隔比利牛斯山脈與法國和安道爾相連，西鄰葡萄牙。南隔直布羅陀海峽與非洲的摩洛哥相望。北面比斯開灣，東臨地中海，西北、西南臨大西洋。在大西洋上有加那利群島，在地中海有巴利阿里群島，在非洲擁有梅利利亞和休達（摩洛哥聲稱擁有主權）。而英國在半島南面佔有直布羅陀。

## 地形
地勢以高原為主，間以山脈。海拔3,478 公尺的穆拉森山為全國最高點。中部的梅塞塔高原是一個山脈環繞的閉塞性高原，約佔全國面積的3/5，平均海拔600米-800米。北有東西綿亙的坎塔布里亞山脈和比利牛斯山脈。比利牛斯山脈是西班牙與法國的界山，長430多千米，有海拔3000米以上的高峰。西班牙的最高點在南部的內華達山，主峰穆拉森山海拔3478米，是伊比利亞半島的屋脊。由於山脈逼近海岸，平原很少而且狹窄，比較寬廣的只有東北部的埃布羅河谷地和西南部的安達盧西亞平原。全國海拔200米以下的土地占11%，201米-600米占31%，601米-1000米占39%，1001米-2000米占18%，海拔2000米以上占1%。全國森林覆蓋率為28%。主要河流有埃布羅河、杜羅河、塔霍河、瓜迪亞納河和瓜達爾基維爾河。最長的是塔霍河,長1007千米，下游在葡萄牙境內。埃布羅河長910千米，全程在境內，有時被看作西班牙第一大河。這些河流由於跌宕曲折，只有瓜達爾基維爾河下游可以通航，其他河流均無法航運。

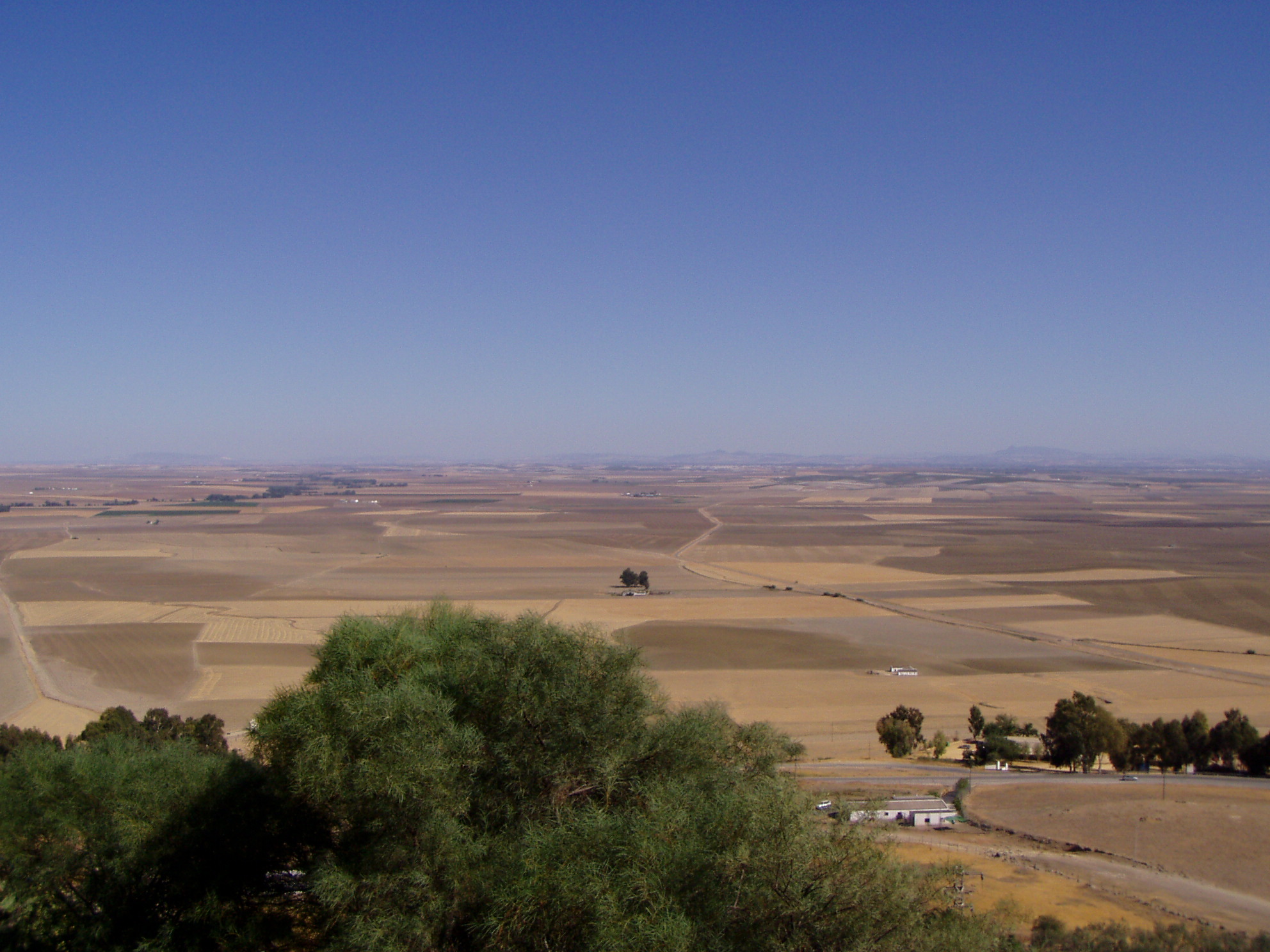
安達盧西亞郊外的景觀

## 氣候
北部和西北部沿海為溫帶海洋性氣候，南部和東南部是溫帶地中海型氣候，中部高原地區是溫帶大陸性氣候。最冷月平均氣溫東南部為8℃～13℃，北部為2℃～0℃；最熱月平均氣溫東南部為24℃～26℃，北部為16℃～21℃。降水大多在冬季，大部分地區年降水量在400毫米～1500毫米之間。